# Du cristal...
Du Cristal... est une œuvre musicale pour grand orchestre de la compositrice finlandaise Kaija Saariaho, créée en 1990 à Helsinki.

## Description
Composée entre 1989 et 1990 durant une année où elle est à San Diego, Du cristal... est une commission du Festival d'Helsinki et du Los Angeles Philharmonic Orchestra. L'œuvre est créée le 5 septembre 1990 à ce festival avec l'Orchestre de la Radio finnoise et dirigé par le chef d'orchestre et compositeur finlandais Esa-Pekka Salonen. Il est repris le 1er novembre à Los Angeles avec son orchestre à l'Université de Californie à Los Angeles, où une captation audio a lieu.
Il s'agit de la première composition pour grand orchestre symphonique de Kaija Saariaho. Celui-ci est accompagné d'un nombre important de percussionnistes ainsi que d'un synthétiseur. L'ouvrage dure dix-huit minutes environ. Le style se rapproche de la musique du compositeur hongrois György Ligeti, ainsi que celle du compositeur français Tristan Murail, en ce qui concerne la musique spectrale. La partition est éditée par Wilhelm Hansen ; elle est dédiée à Esa-Pekka Salonen.
Du cristal... est régulièrement joué aux États-Unis et en Europe, en particulier depuis les années 2000. Par exemple, il est donné cette année-là au Symphony Hall de Birmingham, avec le chef finlandais Sakari Oramo. En 2001 et 2002, le chef d'orchestre Franz Welser-Möst autrichien dirige l'ouvrage plusieurs outre-atlantique, tandis que la même année, John Storgårds le dirige en Finlande. Il est également donné au Konserthuset de Stockholm avec le Royal Stockholm Philharmonic Orchestra. Antony Hermus en donne deux productions aux Pays-Bas en 2011. On le retrouve à l'Auditorium de Lyon dirigé par Jonathan Stockhammer et également en Allemagne en 2017 sous la direction d'Ingo Metzmacher. L'ouvrage est joué en 2020 à la Maison de la Radio et de la Musique lors du Festival ManiFeste de l'IRCAM dirigé par Duncan Ward avec l'Orchestre Philharmonique de Radio France.

## ...à la fumée
Du cristal... est la première partie d'un diptyque avec ...à la fumée, d'une durée totale de trente-huit minutes. Son titre est emprunté à Henri Atlan, de son ouvrage de 1979 Entre le cristal et la fumée. Essai sur l’organisation du vivant. La compositrice reçoit deux commandes en même temps pour une pièce pour grand orchestre. Elle n'a jamais composé de telles ouvrages avant mais accepte et décide de relier les deux compositions.
Le premier représente l'état solide, clair et permanent, le second un état gazeux et éphémère. Les deux ouvrages peuvent être joués séparément ou ensemble. Du cristal... est composé pour orchestre, ...à la fumée intègre quant à lui dans sa composition deux instruments solistes (alto et violoncelle), arrangés avec de l'électronique, qui sont ajoutés à l'orchestre. Un lien musical existe entre ces deux parties : la fin de la première fait jouer un trille au violoncelle, repris dans le tout début de la seconde.

## Orchestration
- 4 flûtes, 3 hautbois, 4 clarinettes, 2 bassons, 4 cors, 2 trompettes, 2 trombones, 1 tuba ;
- 5 percussionnistes, un piano, un synthétiseur ;
- 16 violons, 14 seconds violons, 12 violes, 10 violoncelles, 8 contrebasses, une harpe.

## Discographie
- Saariaho : Du Cristal à la Fumée/Nymphéa, Ondine, 1993, dirigé par Esa-Pekka Salonen, LAPhil, avec le Kronos Quartet.
- Saariaho : Du Cristal…à la Fumée/Sept papillons/Nymphéa, Ondine, 2004.
- Sur Kaija Saariaho : Works for Orchestra, Ondine, 2012.